# Roberto Bettega
Roberto Bettega (Turín, Provincia de Turín, Italia, 27 de diciembre de 1950) es un exfutbolista y dirigente italiano. Se desempeñaba en la posición de delantero.
Atacante prolífico y atlético, Bettega es más recordado por su fidelidad y entega a la Juventus, donde ganó varios títulos y se estableció como uno de los mejores jugadores de la historia del club gracias a su fuerza, habilidad y creatividad. Se le apodaba La penna bianca ("La pluma blanca") por su apariencia física y Bobby Gol! por  su gran olfato goleador.

## Trayectoria
Se inició como futbolista en las divisiones menores de la Juventus F. C. Luego sería cedido a préstamo al A. S. Varese en la Serie B, dirigido en ese entonces por Nils Liedholm. Bettega fue decisivo para el ascenso del Varese a la Serie A, contribuyendo con 13 goles y proclamándose goleador del torneo junto con su compañero de equipo Ariedo Braida y el futbolista del Catania Aquilino Bonfanti. Regresó a la Juventus en la temporada 1970-71, donde permanecería durante 13 temporadas consecutivas hasta 1983. Su contribución fue importante, disputando 42 cotejos: 28 en Serie A, 11 en la Copa de Ferias y 3 en la Copa Italia. Debutó en la Serie A el 27 de septiembre de 1970, ante el Calcio Catania, anotando el gol decisivo. Con la Juventus disputó en total 481 juegos y anotó 178 goles, siendo el tercer máximo goleador en la historia del club bianconero después de Alessandro Del Piero y Giampiero Boniperti. Después de dejar la Juve se trasladó a Norteamérica donde militó dos temporadas en el Toronto Blizzard de Canadá.

## Selección nacional
Fue internacional con la selección de Italia en 42 ocasiones y marcó 19 goles. Debutó en la selección el 5 de junio de 1975, ante Finlandia en las eliminatorias para la Eurocopa 1976. En 1978 es convocado a la selección nacional, para participar en la Copa Mundial de 1978 donde fue una de las figuras, anotando dos goles: uno a Hungría en la victoria 3-1 y el gol de la victoria frente a Argentina 1-0 (considerado uno de los mejores goles del mundial). Bettega hizo una gran dupla de ataque con Paolo Rossi y la selección italiana ocuparía el cuarto lugar del torneo. Durante un encuentro por la Liga de Campeones, sufrió una grave lesión en los ligamentos de la rodilla, que lo mantuvo alejado de la selección durante casi dos años, por lo cual no pudo ser convocado para participar en la Copa Mundial de 1982. Su último encuentro con la selección lo disputó el 16 de abril de 1983, en la ciudad de Bucarest, ante Rumania en un encuentro por las eliminatorias para la Eurocopa 1984, que finalizó con marcador de 1-0 a favor de los rumanos.

### Participaciones en Copas del Mundo
| Mundial              | Sede      | Resultado |
| -------------------- | --------- | --------- |
| Copa Mundial de 1978 | Argentina | Semifinal |

### Participaciones en Eurocopa
| Eurocopa      | Sede   | Resultado |
| ------------- | ------ | --------- |
| Eurocopa 1980 | Italia | Semifinal |

## Estadísticas
Datos actualizados al fin de la carrera deportiva.
| A. S. Varese · Italia |               |               |     |     |    |    |    |     |     |      |      |
| 2.ª | 1969-70       | 30            | 13  | 3   | 0  | -  | -  | 33  | 13  | 0.00 |      |
| Total club | Total club    | 30            | 13  | 3   | 0  | 0  | 0  | 33  | 13  | 0.51 |      |
| Juventus F. C. · Italia |               |               |     |     |    |    |    |     |     |      |      |
| 1.ª | 1970-71       | 32            | 14  | 3   | 2  | 11 | 6  | 46  | 22  | 0.55 |      |
| 1.ª | 1971-72       | 14            | 10  | 4   | 1  | 5  | 4  | 23  | 15  | 0.46 |      |
| 1.ª | 1972-73       | 27            | 8   | 8   | 1  | 7  | 2  | 42  | 11  | 0.37 |      |
| 1.ª | 1973-74       | 24            | 8   | 5   | 2  | 3  | 0  | 32  | 10  | 0.33 |      |
| 1.ª | 1974-75       | 27            | 6   | 10  | 4  | 10 | 1  | 47  | 11  | 0.35 |      |
| 1.ª | 1975-76       | 28            | 15  | 3   | 2  | 4  | 1  | 35  | 18  | 0.35 |      |
| 1.ª | 1976-77       | 29            | 17  | 4   | 1  | 12 | 5  | 45  | 23  | 0.24 |      |
| 1.ª | 1977-78       | 30            | 11  | 4   | 2  | 7  | 2  | 41  | 15  | 0.11 |      |
| 1.ª | 1978-79       | 30            | 9   | 9   | 2  | 2  | 0  | 41  | 11  | 0.17 |      |
| 1.ª | 1979-80       | 28            | 16  | 4   | 0  | 8  | 1  | 40  | 17  | 0.34 |      |
| 1.ª | 1980-81       | 25            | 5   | 8   | 2  | 4  | 3  | 37  | 10  | 0.00 |      |
| 1.ª | 1981-82       | 7             | 5   | 4   | 2  | 3  | 1  | 14  | 8   | 0.00 |      |
| 1.ª | 1982-93       | 26            | 6   | 7   | 1  | 6  | 1  | 39  | 8   | 0.00 |      |
| Total club | Total club    | 327           | 130 | 73  | 22 | 82 | 27 | 482 | 179 | 0.33 |      |
| Toronto Blizzard · Canadá |               |               |     |     |    |    |    |     |     |      |      |
| 1.ª | 1983          | 21            | 2   | -   | -  | -  | -  | 21  | 2   | 0.00 |      |
| 1.ª | 1984          | 27            | 9   | -   | -  | -  | -  | 27  | 9   | 0.00 |      |
| Total club | Total club    | 48            | 11  | 0   | 0  | 0  | 0  | 48  | 11  | 0.51 |      |
| Total carrera | Total carrera | Total carrera | 405 | 154 | 76 | 22 | 82 | 27  | 563 | 203  | 0.40 |
| (2) Incluye datos de la Copa de la Liga de Escocia, Copa de Escocia, FA Cup, Copa de la Liga (Inglaterra). (3) Incluye datos de la Copa de Campeones de Europa, Recopa de Europa, Copa UEFA. (4) No se consideran goles en encuentros amistosos. |               |               |     |     |    |    |    |     |     |      |      |

### Selección nacional
| Selección       | Año   | Amistoso | Amistoso | Eliminatorias | Eliminatorias | Eurocopa | Eurocopa | Mundial | Mundial | Total | Total |
| Selección       | Año   | PJ       | G        | PJ            | G             | PJ       | G        | PJ      | G       | PJ    | G     |
| --------------- | ----- | -------- | -------- | ------------- | ------------- | -------- | -------- | ------- | ------- | ----- | ----- |
| Italia · Italia |       |          |          |               |               |          |          |         |         |       |       |
| 1972            | -     | -        | 1        | 0             | -             | -        | -        | -       | 1       | 0     |       |
| 1975            | -     | -        | 1        | 0             | -             | -        | -        | -       | 1       | 0     |       |
| 1976            | 5     | 5        | 2        | 0             | -             | -        | -        | -       | 7       | 5     |       |
| 1977            | 1     | 0        | 4        | 6             | -             | -        | -        | -       | 5       | 6     |       |
| 1978            | 4     | 0        | -        | -             | -             | -        | 7        | 2       | 11      | 2     |       |
| 1979            | 5     | 1        | -        | -             | -             | -        | -        | -       | 5       | 1     |       |
| 1980            | 3     | 0        | 3        | 1             | 4             | 0        | -        | -       | 10      | 1     |       |
| 1981            | 2     | 0        | 1        | 1             | -             | -        | -        | -       | 3       | 1     |       |
| Total           | Total | 20       | 6        | 10            | 8             | 4        | 0        | 7       | 2       | 43    | 16    |

## Palmarés

### Campeonatos nacionales
| Título      | Club           | País   | Año     |
| ----------- | -------------- | ------ | ------- |
| Serie B     | AS Varese      | Italia | 1969-70 |
| Serie A     | Juventus F. C. | Italia | 1971-72 |
| Serie A     | Juventus F. C. | Italia | 1972-73 |
| Serie A     | Juventus F. C. | Italia | 1974-75 |
| Serie A     | Juventus F. C. | Italia | 1976-77 |
| Serie A     | Juventus F. C. | Italia | 1977-78 |
| Copa Italia | Juventus F. C. | Italia | 1978-79 |
| Serie A     | Juventus F. C. | Italia | 1980-81 |
| Serie A     | Juventus F. C. | Italia | 1981-82 |
| Copa Italia | Juventus F. C. | Italia | 1982-83 |

### Copas internacionales
| Título          | Club           | País  | Año     |
| --------------- | -------------- | ----- | ------- |
| Copa de la UEFA | Juventus F. C. | Turín | 1976-77 |

### Distinciones individuales
| Distinción                                           | Año     |
| ---------------------------------------------------- | ------- |
| Capocannoniere de la Serie B                         | 1969-70 |
| Equipo de las Estrellas de la Copa Mundial de Fútbol | 1978    |
| Capocannoniere de la Serie A                         | 1979-80 |